# Staten Haiti
Staten Haiti (franska: État d'Haïti, haitisk kreol: Leta an Ayiti) var en statsbildning i norra Haiti. Den skapades den 17 oktober 1806, efter att Kejsardömet Haitis kejsare Jacques I mördats. Den norra Staten Haiti styrdes av Henri Christophe, ursprungligen som Provisiorisk ledare för Haitis regering från 17 oktober 1806  till 17 februari 1807 då han blev Staten Haitis president. Alexandre Pétion blev president i södra Republiken Haiti. 1807 års konstitution för Staten Haiti gjorde presidentposten till en livstidsbefattning där president hade rätt att utse efterträdare.
Den 28 mars 1811 utropade sig president Henri till kung Henry I och därmed efterträddes Staten Haiti av Kungariket Haiti.